# Joseph-Nicolas Delisle
Joseph-Nicolas Delisle o De l'Isle /ʒɔ'zɛf nikɔ'la də'lil/ (Parigi, 4 aprile 1688 – Parigi, 12 settembre 1768) è stato un astronomo francese.

## Biografia
Joseph-Nicolas era il nono dei dodici figli di Claude Delisle, cartografo e censore reale.
Come molti suoi fratelli, e in particolare il cartografo Guillaume Delisle, ha intrapreso gli studi classici. Si è interessato all'astronomia dopo l'eclissi di Sole del 1706.
Nel 1708 ha cominciato a frequentare l'osservatorio di Parigi dove era direttore Jacques Cassini. Suo padre, Gian Domenico Cassini, ormai cieco, si è speso molto per incoraggiare il giovane Delisle.
Nel 1714 è entrato nell'Accademia francese delle scienze, è diventato astronomo associato all'accademia nel 1719, professore al Collège de France nel 1718 e membro dell'accademia di Rouen.
Ha avuto come allievi Jérôme Lalande e Charles Messier.
Nel 1724 ha visitato l'Inghilterra e ha conosciuto Isaac Newton e Edmond Halley, che a quel tempo era Astronomo Reale.
Sebbene fosse un valido scienziato e membro di una famiglia agiata, non disponeva di molto denaro.
Nel 1725 la sua vita è cambiata radicalmente, Caterina I di Russia, da poco vedova dello zar Pietro il Grande, l'ha chiamato a San Pietroburgo per creare e dirigere una scuola di astronomia all'Accademia russa delle scienze. Delisle è diventato relativamente ricco e famoso al punto che nel 1747, al suo ritorno a Parigi, ha costruito un osservatorio privato all'Hôtel de Cluny, che alcuni anni più tardi verrà reso famoso da Charles Messier.
Delisle ha lavorato anche sul calcolo della distanza Terra-Sole e ha osservato il transito di Mercurio e di Venere.
Morì di ictus nel 1768, all'età di ottant'anni.

## Opere

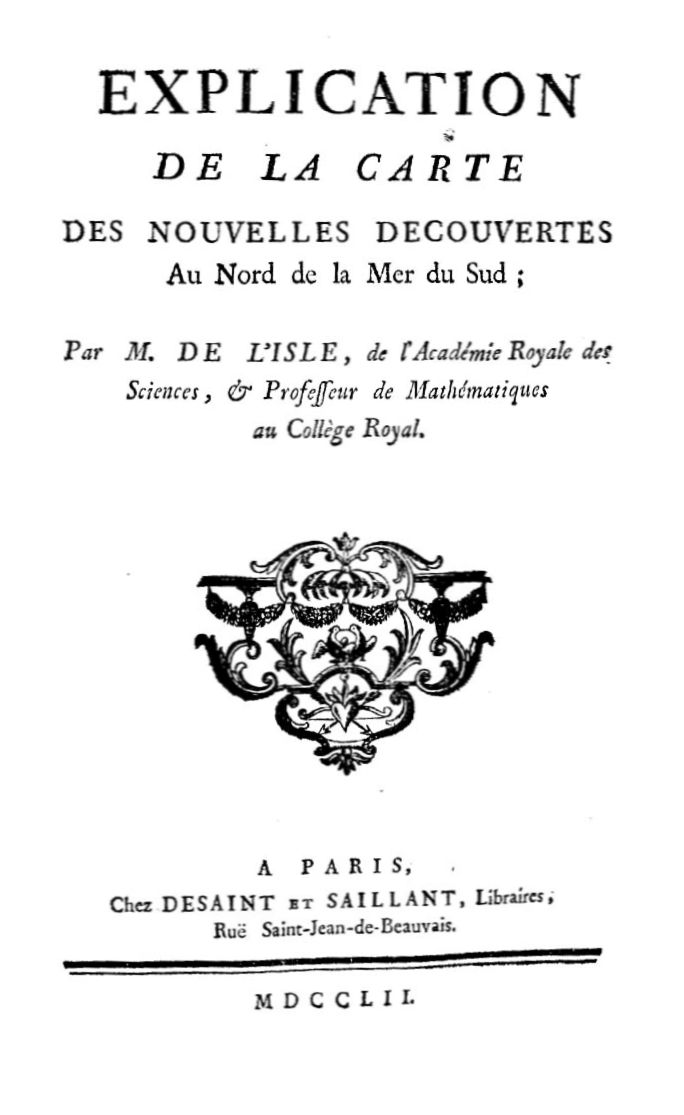
Explication de la carte des nouvelles decouvertes au nord de la mer du Sud, 1752

- (FR) Explication de la carte des nouvelles decouvertes au nord de la mer du Sud, Paris, Jean Desaint & Charles Saillant, 1752.

## Onori
- Nel 1749 è stato eletto membro straniero dell'Accademia Reale Svedese delle Scienze.
- Il suo nome è legato ad una scala delle temperature da lui inventata nel 1732, la scala Delisle.
- Il cratere Delisle sulla Luna porta il suo nome.
- L'asteroide 12742 Delisle è battezzato in suo onore.